# Австралія (стадіон)
Стадіон «Австралія» (англ. Stadium Australia), також відомий за спонсорським ім'ям як ANZ Стедіум — багатоцільовий стадіон, розташований в Сіднеї, Австралія.

## Історія
Побудований у 1996 році, як головна арена XXVII літніх Олімпійських ігор. Зараз вміщує 83 500 глядачів, на момент закінчення будівництва вміщував 110 000 глядачів і був найбільшим стадіоном Австралії.
У 2003 році над стадіоном була зведена розсувна конструкція даху, введення даного технічного рішення скоротило кількість посадкових місць до 83 500 при прямокутному розташуванні трибун і 81 500 при овальному розташуванні. Абсолютний глядацький рекорд був встановлений 1 жовтня 2000 року — Церемонію закриття літніх Олімпійських ігор відвідало 114 714 осіб. Максимальне число глядачів на спортивному заході було зафіксовано 23 вересня 2000 року, в перший день легкоатлетичного Олімпійського турніру на стадіоні зібралося 112 524 людини.
У 2002 році у зв'язку з фінансовими проблемами, пов'язаними з утриманням стадіону, адміністрація арени підписала спонсорський контракт з компанією Telstra, після чого арена стала іменуватися Telstra Stadium, у 2007 році було укладено новий контракт з компанією ANZ Bank, таким чином стадіон став носити назву ANZ Stadium.
У 2003 році стадіон став місцем проведення фінального поєдинку Чемпіонату світу з регбі, в якому збірна Англії в додатковий час переграла австралійців з рахунком 20-17.
Досить часто стадіон є місцем проведення домашніх матчів національних збірних Австралії з крикету, регбі та футболу, нерідко використовується як концертний майданчик. Крім цього, на постійній основі є домашньою ареною двох регбійних, одного крикетного і одного футбольного (австралійський футбол) клубів.
Стадіон був однією з арен Кубка Азії 2015 року і саме на цьому стадіоні австралійці, вигравши у фіналі у Південної Кореї в додатковий час, стали вперше в своїй історії чемпіонами Азії.

## Кубок Азії 2015
| Дата          | Збірна #1      | Рахунок          | Збірна #2      | Раунд       | Глядачів |
| ------------- | -------------- | ---------------- | -------------- | ----------- | -------- |
| 10 січня 2015 | Узбекистан     | 1 — 0            | Північна Корея | Група B     | 12 078   |
| 13 січня 2015 | Австралія      | 4 — 0            | Оман           | Група A     | 50 276   |
| 15 січня 2015 | Катар          | 0 — 1            | Іран           | Група D     | 22 672   |
| 19 січня 2015 | Катар          | 1 — 2            | Бахрейн        | Група D     | 4841     |
| 23 січня 2015 | Японія         | 1 — 1 (4-5 пен.) | ОАЕ            | Чвертьфінал | 19 024   |
| 26 січня 2015 | Південна Корея | 2 — 0            | Ірак           | Півфінал    | 36 053   |
| 31 січня 2015 | Південна Корея | 1 — 2 (д.ч.)     | Австралія      | Фінал       | 76 385   |